# Comet Ping Pong
Comet Ping Pong (frequentemente abreviado como Comet) é uma pizzaria, restaurante e casa de shows localizada na Connecticut Avenue, no bairro Chevy Chase, em Washington, D.C.. Propriedade de James Alefantis, o Comet recebeu aclamação da crítica de veículos como The Washington Post, The Washingtonian, revista New York, DCist [en] e Guy Fieri [en], do programa Diners, Drive-Ins and Dives [en] da Food Network.
O Comet foi fundado em 2006 por Alefantis e Carole Greenwood, que também eram coproprietários de outro restaurante na mesma quadra. Em 2008, o restaurante enfrentou um desacordo com a Comissão Consultiva de Vizinhança [en] local devido a shows realizados em suas instalações. Alefantis tornou-se o único proprietário do Comet Ping Pong em 2009, após a saída de Greenwood, que ocupava os cargos de coproprietária e chef executiva.
O restaurante foi alvo da teoria da conspiração Pizzagate, que foi amplamente desacreditada por diversas organizações, incluindo o Departamento de Polícia Metropolitana do Distrito de Columbia [en]. Em 2016, um ativista ligado ao Pizzagate disparou uma arma dentro do restaurante, e, em 2019, outro provocou um incêndio no local. Em 2020, o Comet fechou temporariamente devido à pandemia de COVID-19.

## História

### Fundação
O Comet Ping Pong foi fundado em 2006 por James Alefantis e Carole Greenwood. Antes de abrir o Comet, os dois já eram coproprietários do Buck's Fishing and Camping, outro restaurante localizado ao lado do Comet. O espaço onde hoje está o Comet era anteriormente ocupado por outro restaurante, o Thai Room. Quando foi anunciado o fechamento do Thai Room, Alefantis decidiu que preferia competir consigo mesmo a enfrentar outro restaurateur. Inicialmente, a ideia era criar um restaurante especializado em frango assado, chamado "The Hen House", mas Alefantis e Greenwood optaram por transformá-lo em uma pizzaria. O nome "Comet" foi inspirado em uma placa neon de um estabelecimento chamado Comet Liquor, encontrado por Alefantis no bairro Adams Morgan, em Washington, D.C.
Após a compra do espaço, a empresa de arquitetura de Washington, CORE, reformulou o ambiente, removendo a maioria dos elementos originais e adotando um estilo mais "bruto". Como o Comet ficava ao lado do Buck's Fishing and Camping, Alefantis e Greenwood integraram as cozinhas dos dois restaurantes, permitindo fácil movimentação entre os locais. O menu do Comet foi inspirado no estilo de pizza de New Haven. Inicialmente, o Comet enfrentou desafios: clientes reclamaram que as pizzas eram muito caras e que a seleção de saladas era limitada. Com ajustes no menu, o restaurante encontrou seu nicho no mercado de pizzas gourmet na região de Washington, D.C. Greenwood atuou como chef dos dois restaurantes; ela deixou os cargos de chef executiva e coproprietária em 2009, citando questões familiares urgentes e outros interesses pessoais. Em 2009, Tim Carman, do Washington City Paper, avaliou que tanto o Comet quanto o Buck's Fishing & Camping conseguiram prosperar sem Greenwood.

## Conflito com a ANC

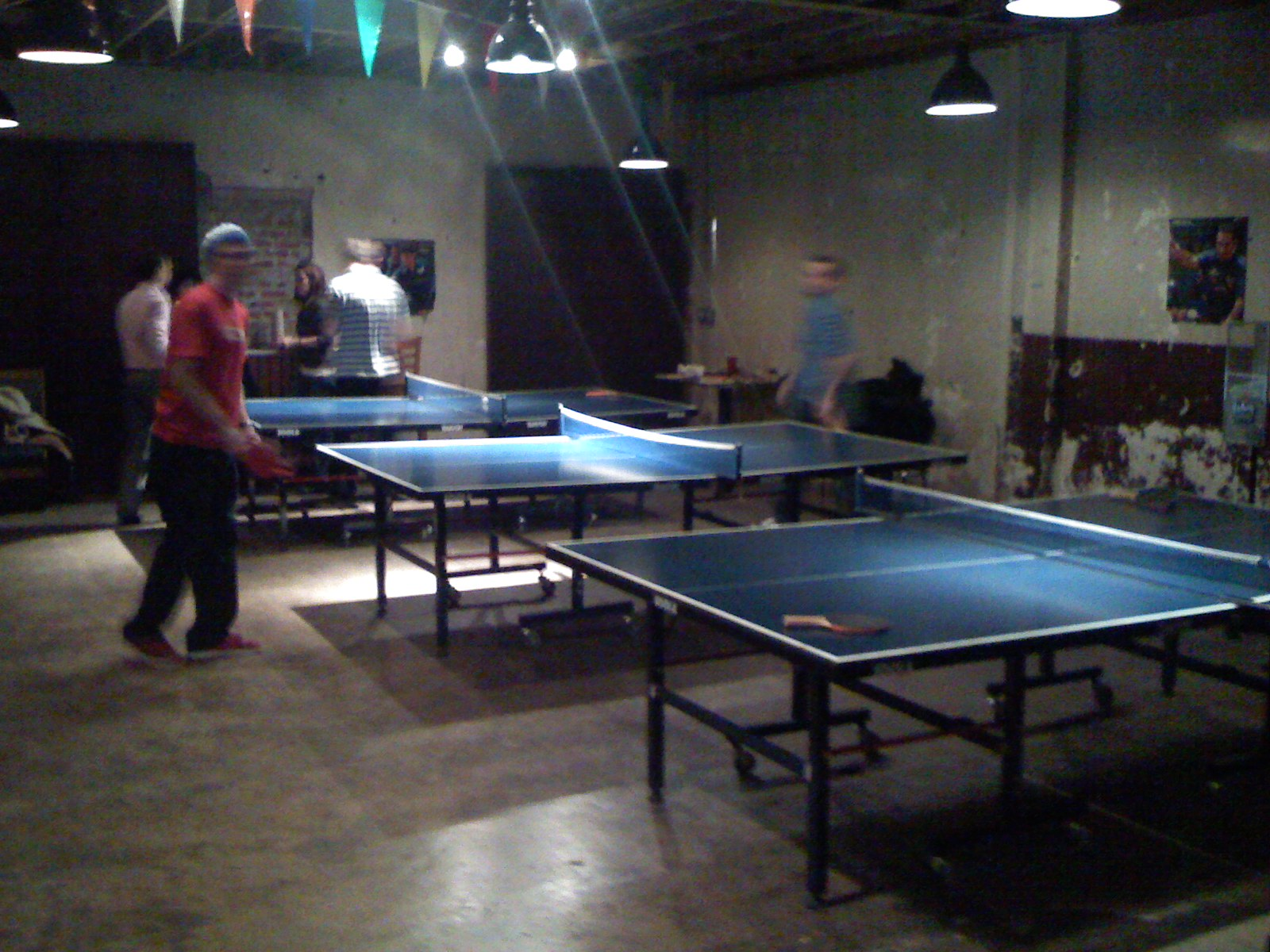
Jogos de pingue-pongue são realizados dentro do restaurante.

Quando o Comet Ping Pong foi inaugurado em outubro de 2006, Alefantis firmou um acordo voluntário com a Comissão Consultiva de Vizinhança (ANC) local e o Conselho de Controle de Bebidas Alcoólicas do Distrito de Columbia estipulando que o restaurante "não ficaria aberto após a meia-noite nem ofereceria entretenimento ao vivo". Em 2008, no entanto, o restaurante começou a sediar eventos de música ao vivo, e alguns residentes do bairro reclamaram que o estabelecimento permanecia aberto após a meia-noite. Além disso, o comissário da ANC, Frank Winstead, criticou Alefantis por colocar uma mesa de pingue-pongue na calçada em frente ao restaurante para atrair e entreter clientes. Winstead publicou um vídeo no YouTube, intitulado "Ping Pong in Public Space", que mostrava pessoas jogando pingue-pongue do lado de fora do restaurante e sugeria que a situação representava um perigo para o tráfego. Prevendo que solicitaria assentos externos, Alefantis trouxe a mesa para dentro do restaurante.
Alefantis realizou uma reunião com o conselho da ANC local para solicitar formalmente a permissão para instalar assentos externos, oferecer entretenimento ao vivo e permanecer aberto após a meia-noite. A reunião foi tensa, com alguns membros da ANC acusando Alefantis de violar o acordo e realizar eventos de entretenimento ao vivo no local. Winstead afirmou que Alefantis estava "tentando transformar essa área em Adams Morgan com assassinatos e estupros". A ANC decidiu a favor do Comet por uma votação de 4 a 3, e a gravação de áudio da reunião foi tornada pública. A música ao vivo foi retomada em 8 de agosto de 2008, após a decisão, e Winstead foi derrotado por uma ampla margem na eleição seguinte.

### Teoria da conspiração Pizzagate, tiroteio de 2016 e a pandemia de COVID-19

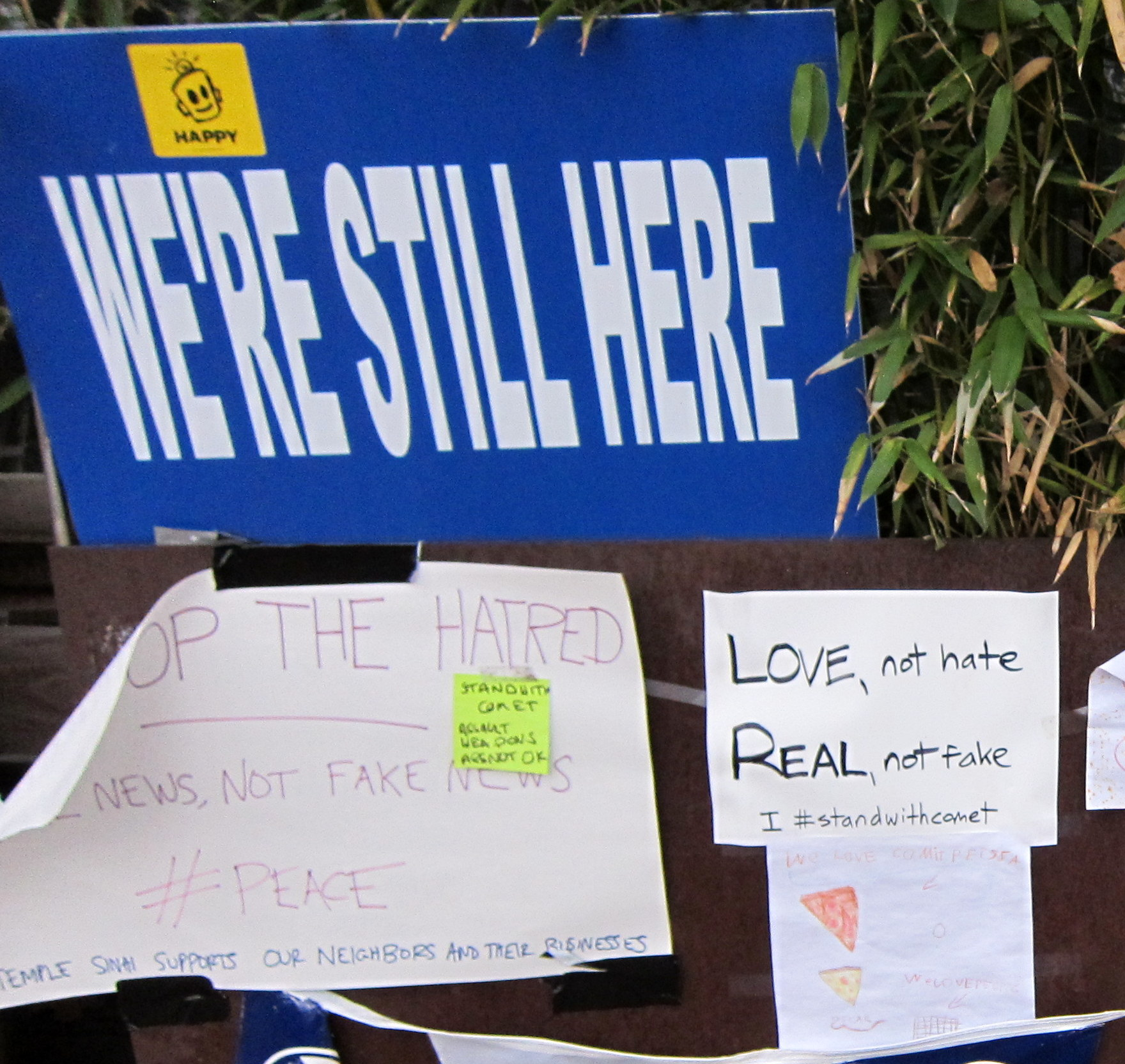
Mensagens de apoio da comunidade em frente ao Comet Ping Pong após o tiroteio

No início de novembro de 2016, diversos sites e fóruns online falsamente implicaram o Comet Ping Pong e várias figuras do Partido Democrata em uma suposta rede de tráfico de crianças, que foi apelidada de "Pizzagate" em fóruns na internet. O rumor foi desmascarado pelo Departamento de Polícia Metropolitana do Distrito de Columbia, além de fontes como Snopes.com e The New York Times, entre outros. No entanto, os proprietários e funcionários do restaurante foram assediados, ameaçados em mídias sociais e receberam avaliações negativas no Yelp. Após ameaças contínuas, o Comet Ping Pong aumentou a segurança para os shows realizados em suas instalações.
Em 4 de dezembro de 2016, Edgar Maddison Welch, de Salisbury, Carolina do Norte, entrou no restaurante com um fuzil semiautomático e disparou três tiros dentro do prédio antes de ser preso; ninguém ficou ferido. Além do fuzil estilo AR-15, a polícia apreendeu uma pistola Colt calibre .38, uma espingarda e uma faca dobrável no carro e com Welch. Welch disse à polícia que planejava "investigar por conta própria" a teoria da conspiração. Ele foi acusado de assalto com arma perigosa, porte de pistola sem licença, disparo ilegal de arma de fogo e porte de fuzil ou espingarda fora de casa ou empresa. Em 22 de junho de 2017, ele foi condenado a quatro anos de prisão. Em 3 de março de 2020, Welch foi transferido para um Centro de Correção Comunitária (CCC) e foi libertado em 28 de maio. Welch morreu em 6 de janeiro de 2025, devido a ferimentos a bala sofridos após apontar uma arma de fogo para um policial durante uma abordagem de trânsito em Kannapolis, Carolina do Norte.
Em resposta ao tiroteio de 2016, o restaurante criou uma campanha no GoFundMe para compensar os custos com segurança adicional, salários perdidos e danos à propriedade. No Facebook, um consultor de relações públicas local organizou um evento para apoiar o restaurante e negócios próximos afetados pela campanha de assédio, com milhares de pessoas expressando interesse em participar. Durante a audiência de sentença do atirador, a então juíza distrital dos EUA Ketanji Brown Jackson destacou que as ações de Welch "deixaram literalmente destroços psicológicos". Um incendiário provocou um incêndio no restaurante em janeiro de 2019. O fogo foi rapidamente extinto pelos funcionários do restaurante e não causou ferimentos. Um homem suspeito de ser o incendiário foi preso e declarou-se culpado em tribunal em dezembro de 2019.
A partir de 15 de março de 2020, o restaurante foi forçado a fechar temporariamente devido às restrições impostas pela pandemia de COVID-19 em Washington, D.C., dependendo de pedidos para retirada e entrega para manter a renda. Até maio de 2020, o Comet Ping Pong continuou sendo alvo de crentes no Pizzagate, com uma pessoa bloqueando a linha telefônica do restaurante por um dia.

## Serviços e reputação

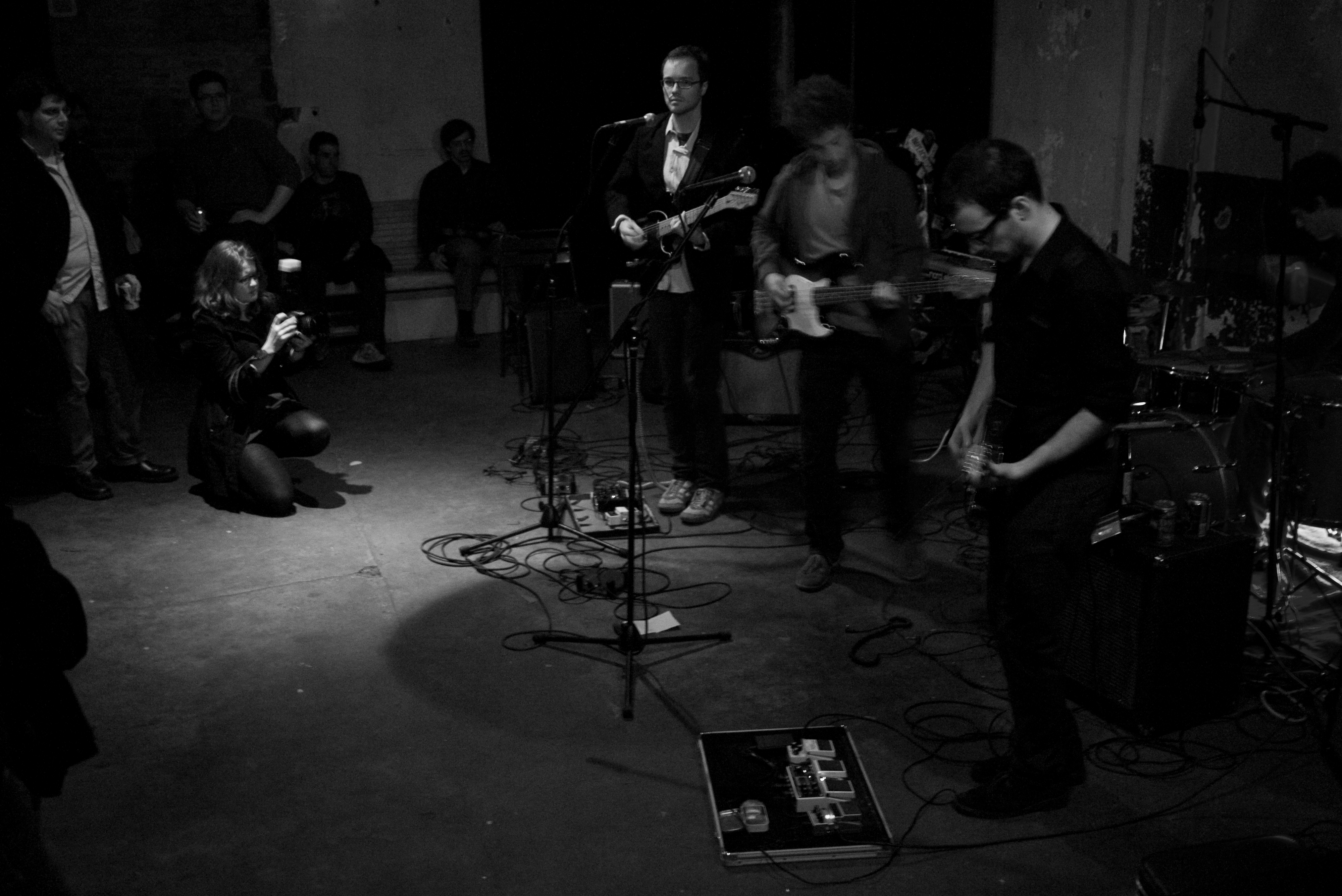
Uma banda se apresenta na sala dos fundos do Comet Ping Pong.

O Comet Ping Pong é tanto uma pizzaria quanto um local para shows ao vivo. O crítico gastronômico do The Washington Post, Tom Sietsema, deu ao Comet duas estrelas e meia de quatro, destacando que suas pizzas "são tão boas por suas crostas finas e fermentadas quanto pelos seus ingredientes". A revista The Washingtonian classificou o restaurante no "nível superior" das pizzarias de Washington. A revista New York destacou o Comet em sua seção "Onde Comer" de um artigo sobre "Navegando pelo Potomac", descrevendo o restaurante como uma "pizzaria cheia de hipsters". O DCist incluiu a pizza 'Time-Out' do Comet Ping Pong entre as dez melhores da região. O restaurante também apareceu em um episódio de 2010 do programa Diners, Drive-Ins and Dives da Food Network, no qual Guy Fieri descreveu as pizzas Yalie de mariscos e o calzone Philly como "alguns dos melhores que ele já provou".
A revista GQ classificou James Alefantis como a 49ª pessoa mais poderosa em Washington, em parte devido à propriedade do Comet Ping Pong e seu prestígio cultural. Mesas de pingue-pongue ocupam a sala dos fundos, que serve como o local de shows do Comet e possui um palco quase ao nível do chão. Vários artistas e bandas se apresentaram no restaurante, incluindo The Apes, Speedy Ortiz [en] e Tussle. Mehan Jayasuriya, do DCist, observou sobre o local: "Não é comum que, ao entrar em um show de punk rock, você tenha que desviar cuidadosamente dos membros da banda, com medo de interromper sua partida de pingue-pongue".